# Procel
Procel – przedni, pierwszy z trzech odcinków celomy u szkarłupni (u szkarłupni nosi nazwę aksocelu), jelitodysznych oraz ramienionogów.